# Falstaff (Verdi)
(Falstaff, Atto III)
Falstaff è l'ultima opera di Giuseppe Verdi. Il libretto di Arrigo Boito fu tratto da Le allegre comari di Windsor di Shakespeare, ma alcuni passi furono ricavati anche da Enrico IV parti I e II, il dramma storico nel quale per la prima volta era apparsa la figura di sir John Falstaff. È la seconda opera buffa verdiana, dopo il giovanile Un giorno di regno.

## Prima esecuzione
La prima ebbe luogo a Milano nell'ambito della stagione di Carnevale e Quaresima del Teatro alla Scala, il 9 febbraio 1893, con la direzione di Edoardo Mascheroni alla presenza di Pietro Mascagni, Giacomo Puccini, Giuseppe Giacosa, Giosuè Carducci, Letizia Bonaparte, il ministro Ferdinando Martini e del compositore che esce 3 volte dopo il primo atto, 6 dopo il secondo e 7 dopo il terzo.
Ha aperto le stagioni operistiche del Teatro alla Scala nel 1921, 1936, 1980, risultando l'opera maggiormente rappresentata con trentaquattro stagioni e duecentonove recite.
Gli interpreti furono:

| Personaggio          | Interprete               |
| -------------------- | ------------------------ |
| Falstaff             | Victor Maurel            |
| Ford                 | Antonio Pini-Corsi       |
| Fenton               | Edoardo Garbin           |
| Dr. Cajus            | Giovanni Paroli          |
| Bardolfo             | Paolo Pelagalli Rossetti |
| Pistola              | Vittorio Arimondi        |
| Alice                | Emma Zilli               |
| Nannetta             | Adelina Stehle           |
| Mrs. Quickly         | Giuseppina Pasqua        |
| Mrs. Meg Page        | Virginia Guerrini        |
| Oste                 | Attilio Pulcini          |
| Scene e costumi      | Adolfo Hohenstein        |
| Maestro del coro     | Giuseppe Cairati         |
| Maestro concertatore | Giuseppe Verdi           |

## Trama
L'opera si svolge all'inizio del XV secolo.

### Atto I
- Scena: Windsor (Regno Unito).

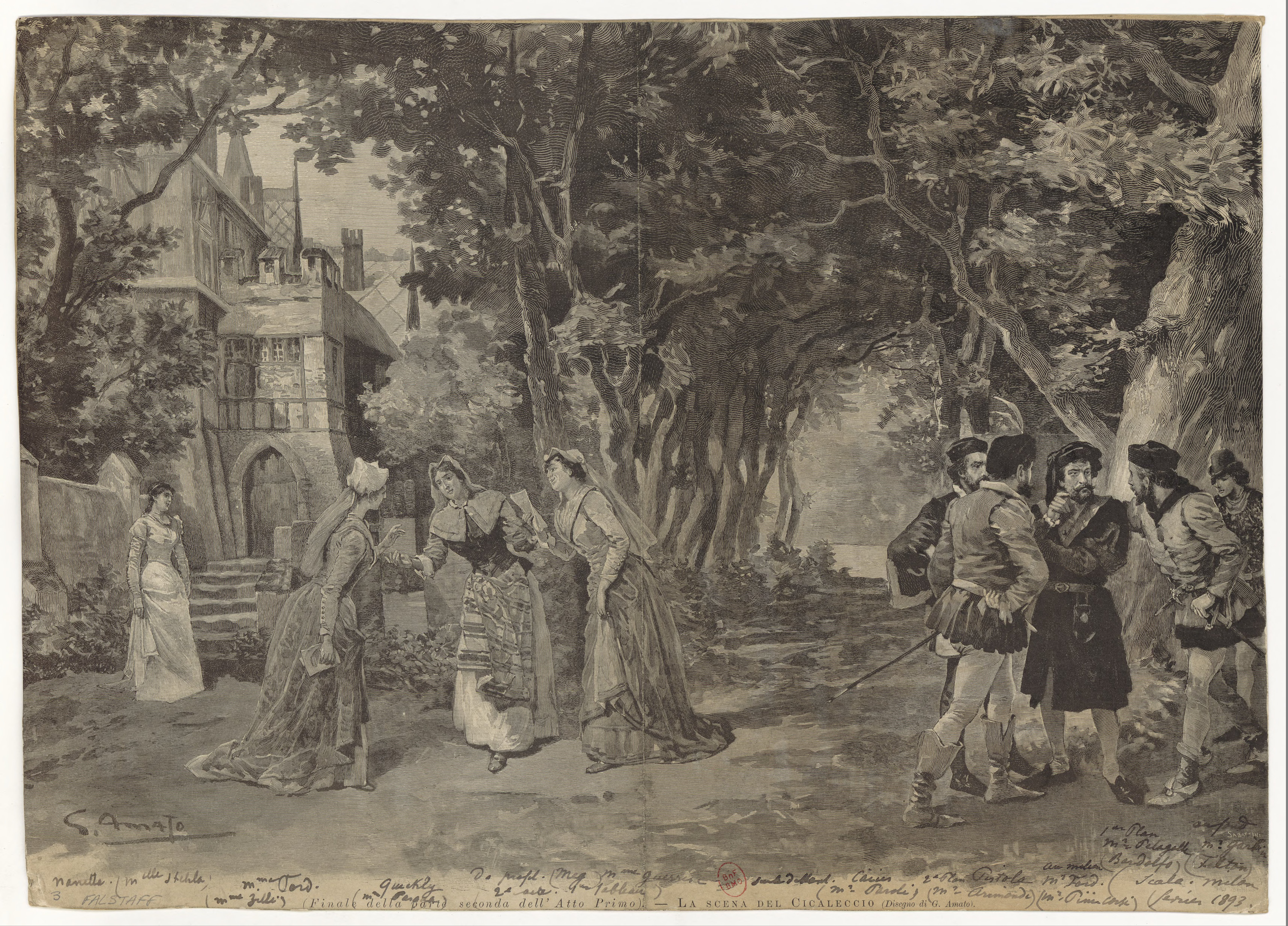
La scena del cicaleccio (Quell'otre, quel tino!), Atto I, Quadro II

- Epoca: Regno di Enrico IV d'Inghilterra.

#### Quadro I
L'anziano e corpulento Sir John Falstaff, alloggiato con i servi Bardolfo e Pistola presso l'Osteria della Giarrettiera, progetta di conquistare due belle e ricche dame: Alice Ford e Meg Page. A questo scopo invia alle due comari altrettante lettere d'amore perfettamente identiche.

#### Quadro II
La circostanza scatena lo sdegno e l'ilarità di Alice e Meg che, insieme alla comare Quickly e a Nannetta, la figlia di Alice, innamorata del giovane Fenton, progettano una burla ai danni dell'impudente cavaliere, tale da togliergli la voglia di atteggiarsi ad ardente seduttore.

Entrano a questo punto due nuovi personaggi: il marito di Alice, Mastro Ford, e il pedante dottor Cajus, al quale Ford ha promesso la propria figlia Nannetta. Anch'essi, informati dai servi di Falstaff delle intenzioni del padrone, si preparano a contrastarlo ideando a loro volta uno scherzo all'insaputa delle donne.

### Atto II

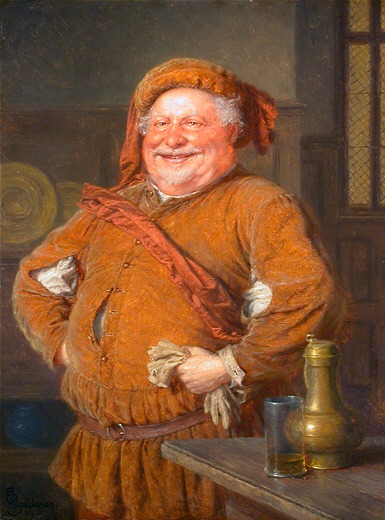
Falstaff in un dipinto di Eduard von Grützner

#### Quadro I
Mrs. Quickly reca a Falstaff un messaggio di Alice: la donna ha ricevuto la lettera e lo attende a casa «dalle due alle tre», l'ora nella quale il marito è assente.

Partita Quickly si presenta Ford, sotto il falso nome di signor Fontana, supplicando Falstaff di ricorrere alle sue rinomate arti amatorie per conquistare Alice, affinché la bella, perduta la sua virtù, decida finalmente di concedersi anche a lui.

Falstaff naturalmente accetta, sedotto anche dall'offerta di una ricca borsa, e confida al falso signor Fontana che fra una mezz'ora, non appena «quel tanghero di suo marito» sarà uscito di casa, Alice cadrà fra le sue braccia. Quindi va a vestirsi e a imbellettarsi per l'appuntamento galante.

Il gelosissimo Ford prima si dispera, poi decide di irrompere in casa propria con i suoi uomini per sorprendere gli adulteri.

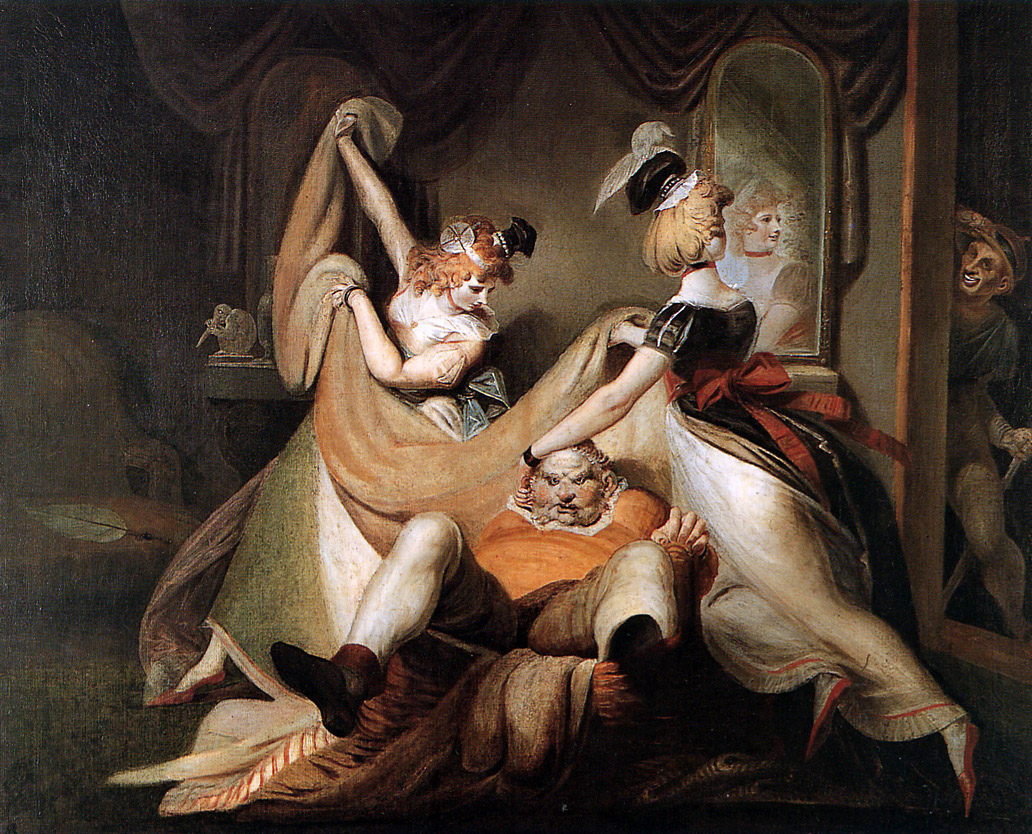
Falstaff nel cesto da bucato

Ma le donne fanno in tempo a nascondere Falstaff, recatosi pimpante all'appuntamento amoroso, dentro la cesta del bucato. Al suo posto, dietro un paravento, Ford scopre la figlia Nannetta, intenta a scambiare tenerezze con Fenton. Infine Falstaff viene gettato nel fossato sottostante tra le risa di tutti i presenti.

### Atto III

#### Quadro I
Alice rivela al marito la verità e tutti – uomini e donne – si coalizzano per giocare a Falstaff l'ultima spettacolare burla: la comare Quickly lo convince a recarsi ad un secondo appuntamento con Alice e Meg, a mezzanotte, nel parco, travestito da Cacciatore Nero.
Tutti si travestono da fate e folletti; nella divisione dei ruoli, a Nannetta tocca la splendida Regina delle fate ed il padre intende approfittare della confusione per sposare la figlia con il vecchio Dr. Cajus; mentre spiega il suo piano al dottore, indicando anche il travestimento che dovrà usare, viene udito per caso da Mrs. Quickly, che immediatamente avverte la giovane.

#### Quadro II

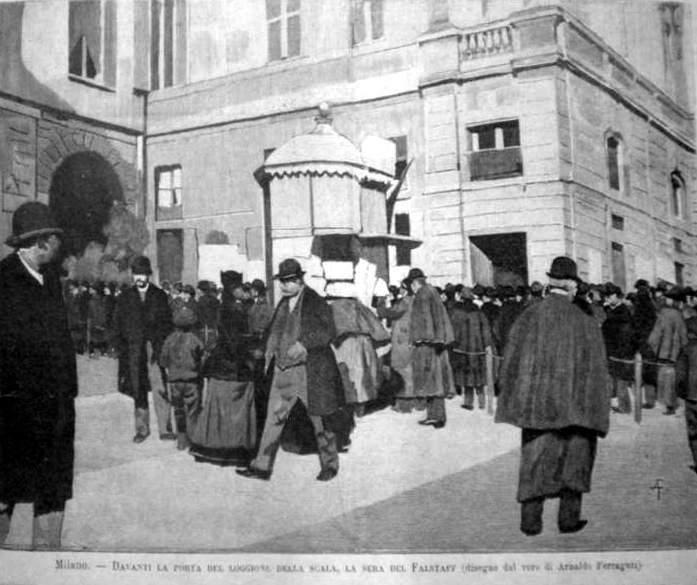
1893:Coda davanti alla porta d'ingresso al loggione del Teatro alla Scala, la sera della prima assoluta del Falstaff

L'incontro galante si trasforma in «tregenda»: mascherati da creature fantastiche, tutti gli abitanti di Windsor circondano il panciuto seduttore, mentre una schiera di folletti (i bambini di Windsor) lo tormenta e lo costringe a confessare i suoi peccati.

Finalmente Falstaff riconosce il servo Bardolfo e comprende di essere stato, una volta ancora, burlato.
Intanto Ford sposa quella che crede sua figlia Nannetta con il Dr. Cajus, ma tolto il velo si scopre che è invece Bardolfo! L'opera così finisce in allegria: Ford si rassegna, acconsente al matrimonio di Nannetta e Fenton e invita tutti a cena, mentre Falstaff – ritrovata l'antica baldanza – detta la morale della storia: «Tutto nel mondo è burla.»

## Organico orchestrale
La partitura di Verdi prevede l'utilizzo di
- 3 flauti (III. anche ottavino), 2 oboi ( II. anche corno inglese), 2 clarinetti ( II. anche clarinetto basso), 2 fagotti
- 4 corni, 3 trombe, 3 tromboni, trombone basso
- timpani, triangolo, piatti, grancassa
- arpa
- archi

Da suonare sul palco:
- chitarra, corno naturale in La bem.basso, campana in Fa.

## Arie famose
- L'onore? Ladri!, monologo di Falstaff (atto I, quadro I)
- Quell'otre, quel tino, quartetto delle comari (atto I, quadro II)
- È sogno? o realtà..., monologo di Ford (atto II, quadro I)
- Quando ero paggio, arietta di Falstaff (atto II, quadro II)
- Ehi! Taverniere!, monologo di Falstaff (atto III, quadro I)
- Quando il rintocco della mezzanotte, racconto di Alice (atto III, quadro I)
- Dal labbro il canto estasïato vola, romanza di Fenton (atto III, quadro II)
- Sul fil d'un soffio etesio, romanza di Nannetta (atto III, quadro II)
- Tutto nel mondo è burla, fuga finale (atto III, quadro II)

## Struttura dell'opera

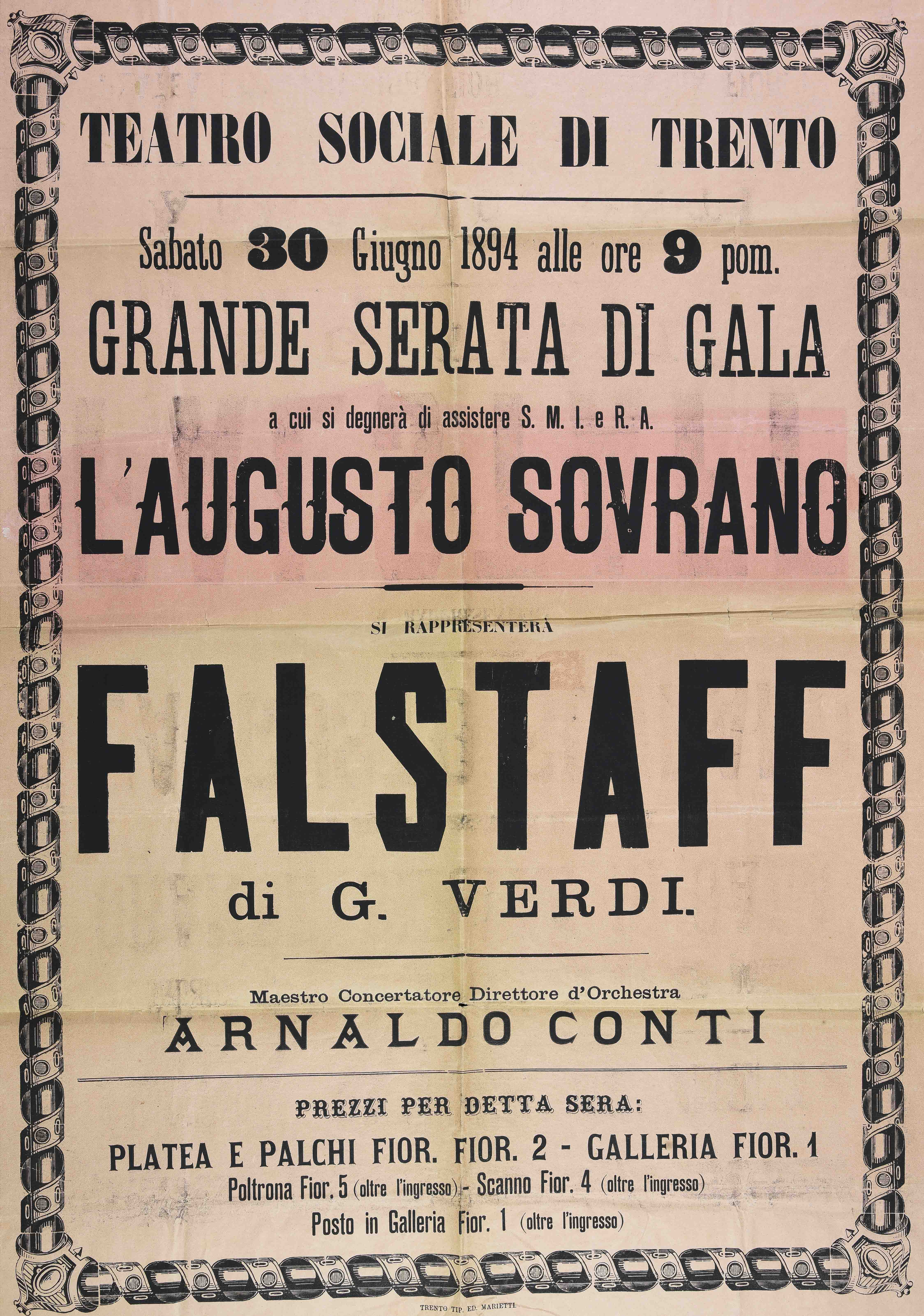
Manifesto teatrale per lo spettacolo "Falstaff", conservato presso la Biblioteca comunale di Trento

### Atto I
- Parte I - L'interno dell'Osteria della Giarrettiera
  - Falstaff! - Olà! - Sir John Falstaff!! (Dr. Cajus, Bardolfo, Pistola, Falstaff)
  - Cessi l'antifona. - So che andiam, la notte (Bardolfo, Pistola, Falstaff)
  - V'è noto un tal, qui del paese (Bardolfo, Pistola, Falstaff)
  - L'Onore! Ladri. (Bardolfo, Pistola, Falstaff)
- Parte II - Giardino
  - Alice. - Meg. - Nannetta (Alice, Nannetta, Meg, Mrs. Quickly)
  - È un ribaldo, un furbo, un ladro (Fenton, Dr. Cajus, Bardolfo, Ford, Pistola)
  - Pst, pst, Nannetta. Vien qua. - Taci. Che vuoi? (Nannetta, Fenton)
  - Falstaff m'ha canzonata (Alice, Nannetta, Meg, Mrs. Quickly)
  - Torno all'assalto. - Torno alla gara (Nannetta, Fenton)
  - Udrai quanta egli sfoggia magniloquenza altera (Fenton, Dr. Cajus, Bardolfo, Ford, Pistola)
  - Del tuo barbaro diagnostico (Ford, Pistola, Bardolfo, Fenton, Alice, Nannetta, Meg, Mrs. Quickly)
  - Qui più non si vagoli... (Alice, Nannetta, Meg, Mrs. Quickly)

### Atto II
- Parte I - L'interno dell'Osteria della Giarrettiera
  - Siam pentiti e contriti (Bardolfo, Pistola, Falstaff)
  - Reverenza! - Buon giorno, buona donna (Mrs. Quickly, Falstaff)
  - Alice è mia! - Va', vecchio John, va', va' per la tua via (Falstaff)
  - Padron, di là c'è un certo Messer Mastro Fontana (Bardolfo, Falstaff)
  - Signore, v'assista il cielo! (Ford, Falstaff)
  - È sogno? o realtà?... (Ford)
  - Eccomi qua. Son pronto (Ford, Falstaff)
- Parte II - Una sala nella casa di Ford
  - Presenteremo un bill, per una tassa (Alice, Meg, Mrs. Quickly)
  - Giunta all'Albergo della Giarrettiera (Alice, Meg, Mrs. Quickly)
  - Nannetta, e tu non ridi? Che cos'hai? (Alice, Nannetta, Meg, Mrs. Quickly)
  - Gaie comari di Windsor! è l'ora! (Alice, Nannetta, Meg, Mrs. Quickly)
  - Alfin t'ho colto, raggiante fior (Alice, Falstaff)
  - Quand'ero paggio del Duca di Norfolk (Alice, Falstaff)
  - Signora Alice! (Alice, Meg, Mrs. Quickly, Falstaff)
  - Signora Alice! Vien Mastro Ford! Salvatevi! (Alice, Meg, Mrs. Quickly, Falstaff)
  - Chiudete le porte! Sbarrate le scale! (Alice, Meg, Mrs. Quickly, Fenton, Dr. Cajus, Bardolfo, Ford, Pistola, Falstaff)
  - Che chiasso! - Quanti schiamazzi! (Nannetta, Fenton)
  - Al ladro! - Al pagliardo! (Dr. Cajus, Bardolfo, Ford, Pistola)
  - Se t'agguanto! - Se ti piglio! (Alice, Meg, Mrs. Quickly, Dr. Cajus, Bardolfo, Ford, Pistola, Gente del vicinato)
  - Ned! - Will! - Tom! - Isaac! (Alice, Nannetta, Meg, Mrs. Quickly, Gente del vicinato)

### Atto III
- Parte I - Un piazzale

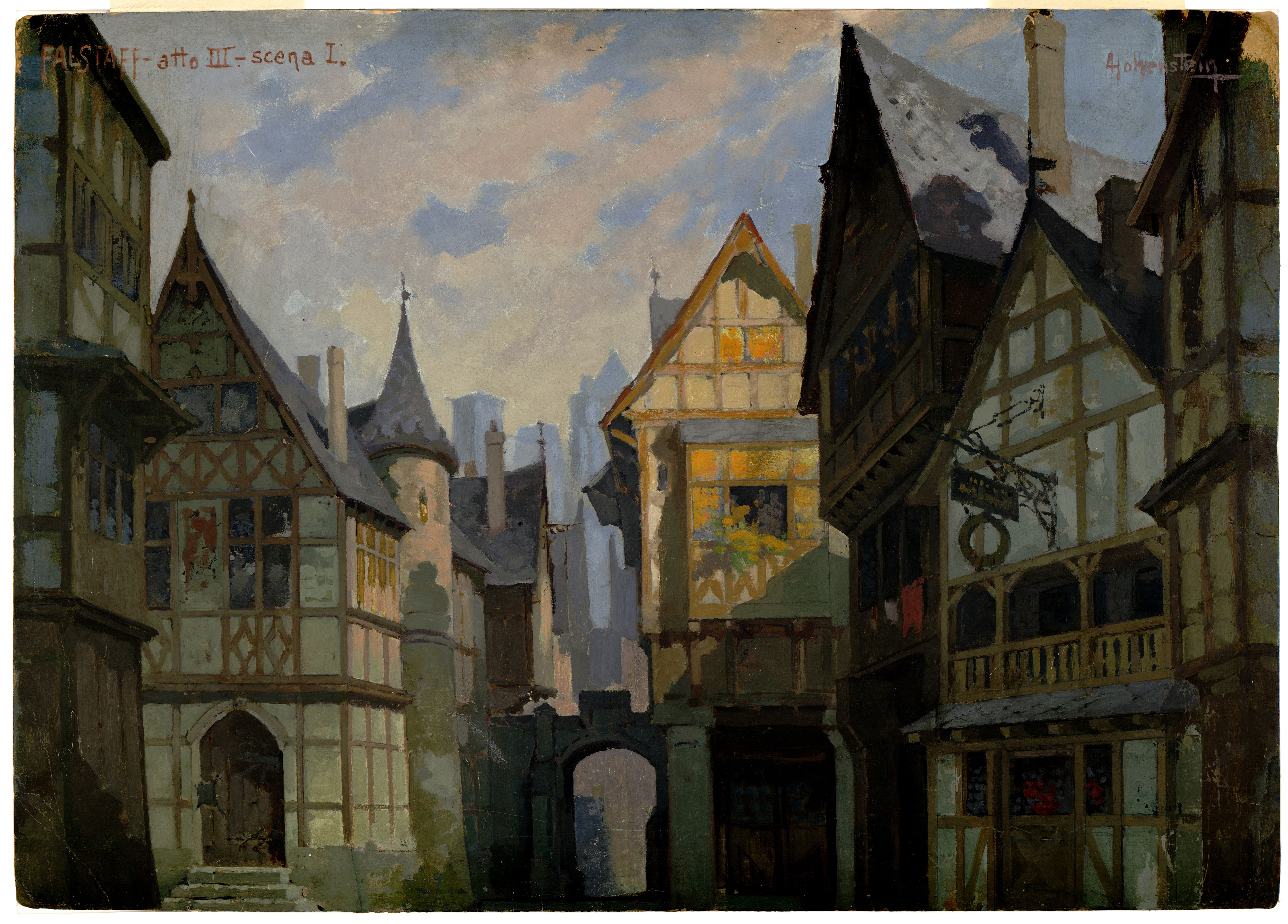
Un piazzale, a destra l'esterno dell'Osteria della Giarrettiera, bozzetto per Falstaff atto 3 scena 1 (1893). Archivio Storico Ricordi

  - Ehi! Taverniere! Mondo ladro. - Mondo rubaldo (Falstaff)
  - Reverenza. La bella Alice... (Mrs. Quickly, Falstaff)
  - Legge. - Vedrai che ci ricasca (Alice, Nannetta, Meg, Mrs. Quickly, Fenton, Dr. Cajus, Bardolfo, Ford, Pistola, Falstaff)
  - Quando il rintocco della mezzanotte... (Alice, Nannetta, Meg, Fenton, Dr. Cajus, Bardolfo, Ford, Pistola)
  - Non temer, tu sposerai mia figlia (Dr. Cajus, Ford)
- Parte II - Il parco di Windsor
  - Dal labbro il canto estasïato vola (Nannetta, Fenton)
  - Nossignore! Tu indossa questa cappa (Alice, Nannetta, Mrs. Quickly, Fenton)
  - Una, due, tre, quattro, cinque, sei, sette botte (Falstaff)
  - Odo un soave passo! Alice! Amor ti chiama! (Alice, Falstaff)
  - Un grido! Ahimè! - Vien la tregenda! (Alice, Meg, Falstaff)
  - Ninfe! Elfi! Silfi! Doridi! Sirene! (Alice, Nannetta, Falstaff, Fate)
  - Sul fil d'un soffio etesio (Nannetta, Fate, Falstaff)
  - Alto là! - Chi va là? - Pietà! (Alice, Nannetta, Meg, Mrs. Quickly, Fenton, Dr. Cajus, Bardolfo, Ford, Pistola, Falstaff, Fate, Folletti, Spiriti)
  - Nitro! Catrame! Solfo!!! (Alice, Nannetta, Meg, Mrs. Quickly, Fenton, Dr. Cajus, Bardolfo, Ford, Pistola, Falstaff, Fate, Folletti, Spiriti)
  - Tutto nel mondo è burla (Alice, Nannetta, Meg, Mrs. Quickly, Fenton, Dr. Cajus, Bardolfo, Ford, Pistola, Falstaff, Fate, Folletti, Spiriti).

## Edizioni discografiche
| Anno | Cast (Falstaff, Ford, Alice, Fenton, Nannetta, Mrs Quickly)                                                | Direttore           | Etichetta           |
| ---- | --- | ------------------- | ------------------- |
| 1932 | Giacomo Rimini, Emilio Ghirardini, Pia Tassinari, Roberto D'Alessio, Ines Alfani-Tellini, Aurora Buades    | Lorenzo Molajoli    | Columbia            |
| 1950 | Giuseppe Valdengo, Frank Guarrera, Herva Nelli, Antonio Madasi, Teresa Stich-Randall, Cloe Elmo            | Arturo Toscanini    | RCA                 |
| 1956 | Tito Gobbi, Rolando Panerai, Elisabeth Schwarzkopf, Luigi Alva, Anna Moffo, Fedora Barbieri                | Herbert von Karajan | EMI                 |
| 1963 | Geraint Evans, Robert Merrill, Ilva Ligabue, Alfredo Kraus, Mirella Freni, Giulietta Simionato             | Georg Solti         | Decca               |
| 1966 | Dietrich Fischer-Dieskau, Rolando Panerai, Ilva Ligabue, Juan Oncina, Graziella Sciutti, Regina Resnik     | Leonard Bernstein   | Sony                |
| 1980 | Giuseppe Taddei, Rolando Panerai, Rajna Kabaivanska, Francisco Araiza, Janet Perry, Christa Ludwig         | Herbert von Karajan | Sony                |
| 1982 | Renato Bruson, Leo Nucci, Katia Ricciarelli, Dalmacio González, Barbara Hendricks, Lucia Valentini Terrani | Carlo Maria Giulini | Deutsche Grammophon |
| 1991 | Rolando Panerai, Alan Titus, Sharon Sweet, Frank Lopardo, Julie Kaufmann, Marilyn Horne                    | Colin Davis         | RCA                 |
| 1992 | Paul Plishka, Bruno Pola, Mirella Freni, Frank Lopardo, Barbara Bonney, Marilyn Horne                      | James Levine        | Deutsche Grammophon |
| 2001 | Bryn Terfel, Thomas Hampson, Adrianne Pieczonka, Daniil Shtoda, Dorothea Röschmann, Larissa Djadkova       | Claudio Abbado      | Deutsche Grammophon |

## Edizioni DVD
- Verdi, Falstaff - Georg Solti/Gabriel Bacquier/Richard Stilwell/Jutta-Renate Ihloff, regia Götz Friedrich, 1979 Deutsche Grammophon
- Verdi, Falstaff - Carlo Maria Giulini/Renato Bruson/Leo Nucci/Katia Ricciarelli/Lucia Valentini Terrani, 1982 Deutsche Grammophon
- Verdi, Falstaff - Riccardo Muti/Ambrogio Maestri/Roberto Frontali/Juan Diego Flórez/Ernesto Gavazzi/Paolo Barbacini/Luigi Roni/Barbara Frittoli/Inva Mula/Bernadette Manca di Nissa/Anna Caterina Antonacci. Regia di Ruggero Cappuccio, 2001, EuroArts
- Verdi, Falstaff - James Levine/Franco Vassallo/Angela Meade/Lisette Oropesa/Jennifer Johnson Cano/Stephanie Blythe/Ambrogio Maestri/Paolo Fanale, regia di Robert Carsen, 2013 Decca